# آرتور گرین (بازیکن فوتبال، زاده ۱۹۲۸)
آرتور گرین (انگلیسی: Arthur Green; زادهٔ ۲۸ آوریل ۱۹۲۸ – درگذشتهٔ ۱۹۹۲) بازیکن فوتبال اهل بریتانیا بود.
از باشگاه‌هایی که در آن بازی کرده‌است می‌توان به باشگاه فوتبال هادرزفیلد تاون، باشگاه فوتبال برتون آلبیون، و باشگاه فوتبال بارسکو اشاره کرد.